# Korppinen (sjö i Rautalampi, Norra Savolax)
Korppinen är en sjö i kommunen Rautalampi i landskapet Norra Savolax i Finland. Sjön ligger 104,9 meter över havet. Den är 23 meter djup. Arean är 1,33 kvadratkilometer och strandlinjen är 8,65 kilometer lång. Sjön  ingår i Kymmene älvs huvudavrinningsområde.   Den ligger omkring 66 kilometer sydväst om Kuopio och omkring 270 kilometer norr om Helsingfors. 
Korppinen ligger nordöst om sjön Vihtanen. 